# プロダクション・エース
株式会社プロダクション・エース（英: PRODUCTION ACE Co.,Ltd.）は、日本の芸能事務所。日本声優事業社協議会会員。主にタレント、声優のマネージメントを行っている。

## 概要
1993年7月2日、「株式会社トライアルプロダクション」として設立。
2008年7月1日、角川プロダクション（後のKADOKAWA）とアミューズメントメディア総合学院との合弁会社となり、「株式会社プロダクション・エース」に改名。
2015年10月より、キッズのための声優スクールを開講。
青二プロダクションとの共同で、同所属の新人声優と青二プロダクション所属のジュニア所属声優による「二社事務所対抗運動会」を開催。その模様はYouTubeで公開されている。

## 所属声優
2023年6月時点。

### 男性
| あ行 - 板取政明 - 一ノ渡宏昭 - 岩河拓吾 - 江藤博樹 - 岡哲也 - 小室正幸 | か行 - 鏡優雅 - 梶田大嗣 - 柏野昌俊 - 佳月大人 - 金子修 - 上城龍也 - 烏田裕志 - 川中子雅人 - 吉柳太士郎 - 黒羽保 - 桑原敬一 - 河本啓佑 | さ行 - 斉藤隼一 - 里卓哉 - 志村倫生 - 白川周作 - 菅井一歩 - 杉野田ぬき - 寸石和弘 た行 - 高宮俊介 - 高山春夫 - 田坂浩樹 - 近木裕哉 - 千々和竜策 な行 - 中田俊輔 - 中村浩太郎 - 野川雅史 | は行 - 橋本雅史 - 服部陽介 - 原田晃 - 坂東尚樹 - 広瀬竜一 - ふくまつ進紗 ま行 - 前堂友昭 - マルヤマタケシ - 水越健 - 水野貴雄 - 三好翼 や行 - 八木岳 ら行 - 竜門睦月 - ロア健治 |

### 女性
| あ行 - 藍本あみ - 青木紫水 - 雨谷和砂 - 有賀由樹子 - 泉英里 - 磯部恵子 - 伊藤亜祐美 - 井上まひろ - 岩崎愛 - 岩楯みゆき - うさみともこ - 大塚さと か行 - 梶山はる香 - 金子睦 - 木村涼香 - 楠見藍子 - 小菅真美 - 古仲可奈 - 小林美穂 - 小林元子 | さ行 - 斉藤こず恵 - 榊󠄀原奈緒子 - 佐久間友理 - 桜坂美穂 - 佐々木優子 - 定岡小百合 - 佐藤沙耶 - 澤田智巳 - したらま美 - 瀬尾恵子 た行 - 滝佳保子 - 多田沙綾 - 都月彩楓 | な行 - 長尾雅世 - 永木貴依子 - 中村慈 - 鳴海まい - 西川侑津佳 - 西村野歩子 - 乃神亜衣子 は行 - 花園愛美 - 遥奈瞳 - 春名風花（声のみ預かり） - ひなたたまり - 平岡みなみ - 深水由美 - 福田芽衣 - 細川美菜子 | ま行 - 松浦寧々 - 豆咲りお - 丸山雪野 - 水谷麻鈴 - 水村有里 - 三ッ木勇気 - 美名 - 宮崎智栄子 や行 - 八木侑紀 - 山田奈都美 - 山田悠希 - 結木美咲 - 吉北梨乃 わ行 - 渡辺弥咲 |

### 声優アーティスト
- アニ☆ゆめ project
- pua:re
- ロア健治

## 新人声優
2023年6月時点。

### 男性
| あ行 - 石川貴大 - 岡泰佑 か行 - 金子秀 - 河村岳司 - 久米健太 - 小山理樹 | さ行 - 坂本佳史 - 佐藤弘樹 た行 - 高尾雅則 - 田口尚明 - 多田健悟 - 綴木凌 | な行 - 長田任 - 中俣北斗 - 中村圭佑 - 沼尾幸作 - 野間一輝 は行 - 福﨑隆太 - 古田裕一 ま行 - 蒔田宏平 - 諸星政宗 や行 - 山田義貴 - 山本千博 わ行 - 若松大空 |

### 女性
| あ行 - 藍谷早咲 - 秋山桃香 - 伊澄茉耶 - 井上悠 - 上杉夏穂 - 大河内涼花 - 尾川楓 - 小田久美子 | か行 - 岸本愛 - 木ノ瀬ちひろ - 清原日菜絵 - 倉本夏海 - 古川未央那 - 小松真奈 - 權由梨 さ行 - 佐倉なぎさ - 澤田珠里 - 小路裕夕 - 瀬川美沙 - 石俐莎 | た行 - 髙松愛 - 高城祐花 - 近村多恵 - ツノダ順子 - 釣崎なお - 戸張琴子 な行 - 新田可南 | は行 - 馬場蘭子 - 早坂梢 - 林柚月 - 比護あかね ま行 - 馬原愛梨 - 水河かずみ - 宮尾桃代 や行 - 矢内美紀 - 横山実咲 |

## 子役声優
2023年6月時点。

### 男性
- 織田碧葉
- 織田海誓
- 末長柊人
- 永竹功幸

### 女性
- 有栖川ゆう
- 岡田日花里
- 山下音彩

## かつて所属していた主な声優・タレント
※トライアルプロダクション時も含む

### 男性
- 雨澤祐貴（フリー）
- 井田国男
- 犬塚雅之（現所属：TABプロダクション）
- 岩波裕（現所属：StudioShamanika）
- 小川輝晃（現所属：81プロデュース）
- 角田雄二郎（現所属：大沢事務所）
- 桂一雅（現所属：大沢事務所）
- 宜野座新
- 幸道惇也
- 小俣凌雅（フリー）
- 佐々木直樹（現所属：ぷろだくしょん★A組）
- 佐野康之（ケンユウオフィスに移籍後死去）
- 坂上晶（フリー）
- 角野寛
- 蒼谷和樹（フリー）
- 高野宗大（現所属：NOT INCLUDE）
- 瀧澤樹
- 種田共孝（現所属：ビートワン）
- 津田英佑（現所属：ルネサンス21）
- 幡野智宏
- 比上孝浩（現所属：エスエスピー）
- 平井貴大
- 増川洋一（フリー）
- 眞鍋俊之（在籍中に死去）
- 水島裕（現所属：81プロデュース）
- 南埜高之（現所属：ZAI OFFICE）
- 三浦礼
- 向野存麿（フリー）
- 森田則昭（現所属：フォレストリンク）
- 矢野奨吾（現所属：劇団スーパー・エキセントリック・シアター）
- 山中誠也（現所属：ネクシード）
- 山本和臣（現所属：アミュレート）
- 山本善寿（現所属：NAVUE株式会社）
- 吉崎亮太（現所属：アル・シェア）

### 女性
- 紅波柚香
- 壹岐紹未（フリー）
- 伊藤佳織（フリー）
- 伊東久美子
- 有賀由衣（フリー）
- 尾島圭美（引退）
- 小澤瑞季（現所属：クリエイティブアーツ）
- 小田果林（現所属：スタイルキューブ）
- 小倉弥優（現所属：リマックス）
- 柏山奈々美（現所属：ホーリーピーク）
- 上絛千尋（現所属：AUspicious）
- 亀中理恵子（フリー）
- 狩生えま（現所属： Harmonized Ultimate Being）
- きそひろこ（フリー）
- 喜多丘千陽（フリー）
- 桐原明良
- 幸田夢波（フリー）
- 佐土原かおり（現所属：アクロスエンタテインメント）
- 鈴夏あや（フリー）
- 藏合紗恵子（フリー）
- 曽和まどか
- 高森奈緒
- 月宮みどり（休業中）
- 鳥羽優好（現所属：MYSTAR）
- 戸張楓音
- 積田かよ子
- 富樫美鈴（現所属：賢プロダクション）
- 夏谷美希（現所属：ケンユウオフィス）
- 野口祐希子（現所属：ZAI OFFICE）
- 野水伊織（現所属：CYBER CONTENTS）
- 林香織
- 廣坂愛（休業中）
- 福原由莉奈
- 藤井環（フリー）
- 藤村悠樹
- ブリドカットセーラ恵美（現所属：EARLY WING）
- 古谷静佳（現所属：AxiSManagement）
- 堀川千華（フリー）
- 堀中優希（フリー）
- 本多真梨子（現所属：アミュレート）
- 三咲麻里（フリー）
- 味里（フリー）
- 三宅亜依（フリー）
- みやばらしほ
- 村井理沙子（現所属：CYBER CONTENTS）
- 村上まどか（フリー）
- 安國愛菜（フリー）
- 山口協佳
- 山本絵美
- 吉利麻里

## 声優のキャスティングを手がけるアニメ作品
2008年
- めぐみ

2009年
- そらのおとしもの
- キディ・ガーランド

2010年
- おまもりひまり
- そらのおとしものf

2011年
- これはゾンビですか?
- 日常
- デッドマン・ワンダーランド
- R-15
- いつか天魔の黒ウサギ
- マケン姫っ!

2012年
- Another
- これはゾンビですか? オブ・ザ・デッド
- うぽって!!
- えびてん 公立海老栖川高校天悶部

2013年
- 問題児たちが異世界から来るそうですよ?
- 生徒会の一存 Lv.2
- デート・ア・ライブ
- RDG レッドデータガール
- 宮河家の空腹
- ブラッドラッド
- 俺の脳内選択肢が、学園ラブコメを全力で邪魔している
- 勇者になれなかった俺はしぶしぶ就職を決意しました。

2014年
- いなり、こんこん、恋いろは。
- マケン姫っ! 通
- デート・ア・ライブII
- 棺姫のチャイカ
- 風雲維新ダイ☆ショーグン
- 東京ESP
- LOVE STAGE!!
- 棺姫のチャイカ AVENGING BATTLE

2015年
- ISUCA
- 新妹魔王の契約者
- 新妹魔王の契約者 BURST
- 艦隊これくしょん -艦これ-
- 空戦魔導士候補生の教官
- 対魔導学園35試験小隊
- トリアージX

2016年
- SUPER LOVERS
- 魔装学園H×H
- 私がモテてどうすんだ

2017年
- SUPER LOVERS 2
- 終末なにしてますか? 忙しいですか? 救ってもらっていいですか?
- アクションヒロイン チアフルーツ
- 僕の彼女がマジメ過ぎるしょびっちな件

2019年
- デート・ア・ライブIII
- 旗揚！けものみち

2020年
- まえせつ!
- 神達に拾われた男

2022年
- デート・ア・ライブIV
- シュート！Goal to the Future
- 連盟空軍航空魔法音楽隊ルミナスウィッチーズ
- 「艦これ」いつかあの海で

2023年
- 神達に拾われた男2
- レベル1だけどユニークスキルで最強です

2024年
- デート・ア・ライブV